# Teresa Tomsia

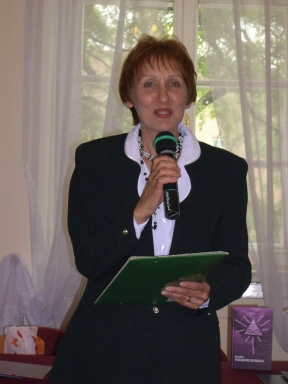
Teresa Tomsia 2007. Fotograf: Malgorzata Lebda

Teresa Tomsia (* 20. Dezember 1951 in Wołów, Polen) ist eine polnische Dichterin und Essayistin.

## Jugend und Ausbildung
Teresa Tomsia ist in Wołów (Niederschlesien) geboren. Ihre Familie stammt aus den östlichen Grenzgebieten. Die Mutter, Zofia Gołacka, ist in Słonim in der Region Nowogródek geboren, der Vater, Michał Chałupka, ist auf dem Landgut Złotniki in der Woiwodschaft Tarnopol geboren. Insbesondere die Familie ihrer Mutter war von Deportationen nach Sibirien betroffen. 1955 zog die Familie aus politischen und wirtschaftlichen Gründen nach Świdwin, einer Stadt der Woiwodschaft Westpommern, die Tomsia in Gedichten und ihrem Roman Świdwin (2018) als Stadt der Vertriebenen beschreibt. Sie hat 1975 ihr Studium der Polnischen Literatur- und Kulturwissenschaften an der Adam-Mickiewicz-Universität Posen abgeschlossen. Anschließend unterrichtete sie Polnisch in Świdwin an verschiedenen Schulen. Ab Herbst 1980 war sie in Swidwin Vizepräsidentin der unabhängigen selbstverwalteten Gewerkschaft NSZZ Solidarność.

## Regisseurin und Bühnenkünstlerin
Schon an der Universität in Posen beteiligte sich Tomsia an zwei Uraufführungen des Studententheaters Maya. Zurück in Swidwin schloss sie ein Regiestudium an, führte selbst Theater-Workshops durch und leitete in der Kultureinrichtung Świdwinski Ośrodek Kultury das Kabarett Ostryga (dt. Auster) und das Poesietheater Votum. Bei mehreren Aufführungen führte sie erfolgreich Regie. Mit dem Poesietheater Votum trat sie beim Finale des polnischen nationalen Poesiewettbewerbs auf. Nachdem Tomsia 1981 mit ihrer Familie nach Posen umgezogen war, schloss sie sich dem Kabarett Tey an. Aufgrund des politischen Klimas gelang es ihr jedoch nicht, eigene Liedtexte zur Aufführung zu bringen. Daher wandte sie dem Theater wieder den Rücken zu und arbeitete Jahrzehnte als Polnischlehrerin. Mit talentierten Schülern der Mittelschule hat sie dabei 2 Bücher mit literarischen Texten herausgebracht: Meine Fantasie und Moje Miejsce.
1996 gründete Tomsia unter der Schirmherrschaft des polnischen Schriftstellerverbandes den literarischen Liederclub Gray Orpheus. Sie leitete den Club fünf Jahre lang.

## Dichterin
Seit 1974 veröffentlichte Tomsia Gedichte und andere Texte in verschiedenen polnischen Literaturzeitschriften. Ihr erster Gedichtband Czarne wino (dt. Schwarzer Wein) erschien 1981. Zeitgleich schrieb sie an lyrischen Geschichten für Kinder, woraus das Buch Konik z Polski – Ein Pferdchen aus Polen entstand. Ab den 80er Jahren arbeitete Tomsia fern der Öffentlichkeit an mehreren Gedichtbänden und versuchte, die Vertreibungserfahrungen der Familie ihrer Mutter von Nowogrodék nach Sibirien in Texte zu gießen. 1993 wurde Teresa Tomsia in den polnischen Schriftstellerverband aufgenommen und 1995 besuchte sie das Stuttgarter Schriftstellerhaus. Eine wichtige Freundschaft mit Johannes Poeten entwickelte sich. 1997 schließlich erhielt sie ein dreimonatiges Stipendium im Stuttgarter Schriftstellerhaus. Teresa Tomsia bezeichnete ihren Gedichtband Wątpiąc, idę (dt. Zweifel, ich gehe) als repräsentativ für ihr Schaffen, da er eine Auswahl von Gedichten von 1979–2005 enthält.

Im selben Jahr reiste Tomsia nach Paris. Sie war eingeladen von der polnischen Pallottinischen Redaktion der Zeitschrift Unsere Familie in der Rue Surcourf. In der Pariser Literaturzeitschrift Kultura (Paris) konnte sie einige Gedichte veröffentlichen. Künstler wie Franciszek Starowieyski, Pawel Jocz und Michal Milberger (Figurka 1997) haben sie in Paris gezeichnet und in Stein verewigt. Tomsia beteiligte sich 2013 an dem Nachruf-Band Jocz. In Memoriam. zum Tod von Pawel Jocz.  

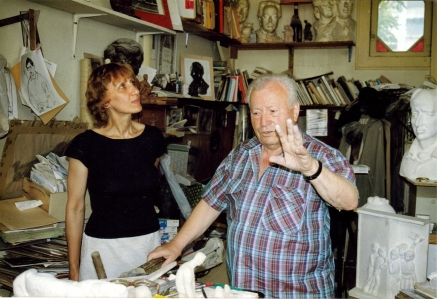
Teresa Tomsia im Atelier von Michał Milberger – Rue Borromée, Paris 1997. Fotograf: Marek Wittbrot

Teresa Tomsia hat an zahlreichen Poesiewettbewerben teilgenommen und saß in der Jury von Konstanty Ildefons Galczynki Orpheus, Pranie 2018.

## Privates
Seit 1981 lebt Tomsia mit ihrer Familie in Posen (Polen). Ihr Mann Eugeniusz Tomsia ist Pilot und Journalist.

## Publikationen

### Gedichtbände
- Czarne wino (dt. Schwarzwein). Wydawnictwo Poznańskie, Posen 1981, ISBN 83-210-0315-X, S. 89 (polnisch).
- Białe tango (dt. Weißer Tango). Czytelnik, Warschau 1987, ISBN 83-07-01570-7, S. 63 (polnisch).
- Teraz żyj (dt. Lebe jetzt). Selbstverlag, 1991, ISBN 83-00-03493-5, S. 96 (polnisch).
- Konik z Polski = Ein Pferdchen aus Polen. Gedichte und Geschichten für Kinder. Zweisprachig. Mit Zeichnungen von Leszek Wiśniewski. Omega, Posen 1994, ISBN 83-900517-1-0, S. 77 (polnisch, deutsch).
- Wieczna rzeka = Der ewige Fluss. Zweisprachig, Übersetzt von Dorothea Müller-Ott, Nachwort von Prof. Ryszard K. Przybylski. W drodze, Posen 1996, ISBN 83-7033-150-5, S. 110 (polnisch, deutsch).
- Przed pamięcią (dt. Vor meiner Erinnerung) Vorwort von Marek Wittbrot. Ars Nova, Posen 2000, ISBN 83-8743322-5, S. 65 (polnisch).
- Schöner = Piękniejsze = C'est plus beau. Gedichte. Dreisprachig. Übers. ins Franz.: Claude-Henry du Bord und Christophe Jezewski. Übers. ins Dt.: Dorothea Müller-Ott. Verlag im Wald, Rimbach 2000, ISBN 978-3-929208-51-1, S. 105 (deutsch, polnisch, französisch).
- Perswazje (dt. Überzeugung), Kabarettlieder. Rhytmos, Posen 2002, ISBN 83-916567-3-X, S. 110 (polnisch).
- Skażona biel (dt. Kontaminiertes Weiß) mit Zeichnungen von Prof. Piotr Szurek, Nachwort von Adrian Szymańska. Polnischer Schriftstellerverband, Posen 2004, ISBN 83-8957808-5, S. 96 (polnisch).
- Wątpiąc, idę (dt. Zweifel, ich gehe). Auswahl von Gedichten von 1979-2005. Adam Marszałek Verlag, Toruń 2005, ISBN 83-7441-126-0, S. 94 (polnisch).
- Kamyki. Elegie i krótkie żale (dt. Felsen. Elegien und kurze Reue). Wydawnictwo Wojewódzkiej Biblioteki Publicznej i Centrum Animacji Kultury (WBPiCAK), Posen 2011, ISBN 978-83-62717-19-4, S. 109 (polnisch).
- Co było, co jest (dt. Was war, was ist ). Wydawnictwo Biblioteka Telgte, Posen 2013, ISBN 978-83-61845-13-3, S. 61 (polnisch).
- Gdyby to było proste (dt. Wenn es einfach wäre). In: Biblioteka Toposu. Band 109. Biblioteca Toposu, Towarzystwo Przyjaciół Sopotu 2015, ISBN 978-83-61002-15-4, S. 63 (polnisch).
- Kobieta w kaplicy (dt. Die Frau in der Kapelle). In: Biblioteca Toposu. Band 132. Towarzystwo Przyjaciół Sopotu, Sopot 2016, ISBN 978-83-65662-02-6, S. 71 (polnisch).

### Prosa
- Dom utracony, dom ocalony (dt. Haus verloren, Haus gerettet). Dokumentation der Deportation von Nowogródek nach Sibirien. Wydawnictwo Poznańskie, Posen 2009, ISBN 978-83-7177-624-3, S. 214 (polnisch).
- Rzeczywiste i wyobrażone (dt. Real und eingebildet). Skizzen, Porträts, Begegnungen. Oficyna Wydawnicza Łośgraf, Warschau 2013, ISBN 978-83-63592-16-5, S. 315 (polnisch).
- Z szarego notatnika (dt. Aus einem grauen Notizbuch). Literarische Skizzen. Wydawnictwo Wojewódzkiej Biblioteki Publicznej i Centrum Animacji Kultury (WBPiCAK), Posen 2015, ISBN 978-83-64504-41-9, S. 161 (polnisch).
- Świdwin przypomniany (dt. Świdwin erinnerte sich). Rhytmos, Posen 2018, ISBN 978-83-60593-37-0, S. 124 (polnisch).
- Niedosyt poznawania (dt. Erkenntnisschwäche). Literarische Skizzen über die Meister der reflektierenden Poesie: Augustyniak, Banach, Gawłowski, Grzebalski, Hartwig, Huelle, Jankowski, Jeżewski, Kamieńska, Kass, Kuczkowski, Latawiec, Lebda, Lisowski, Lizakowski, Masłoń, Melecki, Niemiec, Nowosielski, Olbromski, Orliński, Różański, Sośnicki, Śpiewak, Szymańska, Trzeciakowski, Wittbrot, Zalesiński, Żyburtowicz. Wydawnictwo Wojewódzkiej Biblioteki Publicznej i Centrum Animacji Kultury Creation Date (WBPiCAK), Posen 2018, ISBN 978-83-65772-44-2, S. 174 (polnisch).

### Anthologien, in denen Teresa Tomsia Texte veröffentlicht hat
- Stuttgarter Schriftstellerhaus. Almanach 1983–2003. Stuttgart 2003 (deutsch).
- Kaléidoscope, poesie et prose. Expression Culturelle Éditeur, Cognac, November 2003 (französisch).
- Ślady świętości: Jan Paweł II w Poznaniu i Wielkopolsce. Kronika Miasta Poznania. (dt. Spuren der Heiligkeit: Johannes Paul II. in Posen und Großpolen. Die Chronik der Stadt Posen) Wydawnictwo Miejskie, Posen 2005 (polnisch).
- Liberté Politique, Hommages à Jean-Paul II., Juillet 2005 (französisch).
- Teresa Tomsia: Obudź się i mów (dt. Wach auf und rede). In: Tygiel Kultury (dt. Schmelztiegel der Kulturen). Red. Dominiak, Zbigniew. Fundacja Correspondance des Arts, 2007, ISSN 1425-8587 (polnisch).
- Ojciec Honoriusz (dt. Pater Honorius) (1935–1983), BONAMI, Posen 2008 (polnisch).
- Wykonano w Polsce, wiek XX (dt. Hergestellt in Polen, 20. Jahrhundert), ausgewählt und ins Russische übersetzt von Andrej Bazylewski, Wahazar, Moskau 2009 (polnisch, russisch).
- Poznań poetów (dt. Das Posen der Dichter) (1989–2010), WBPiCAK, Posen 2011 (polnisch).
- Jocz. In memoriam. Paris 2013 (französisch).
- Ten który był trudem światła (Hommage des poètes à Jean-Paul II) (dt. Derjenige, der eine harte Arbeit des Lichts war (Hommage der Dichter für Johannes Paul II.)), polnische katholische Mission in Frankreich 2014 (polnisch, französisch).
- Modlitewnik poetycki (dt. Gedichtegebetbuch) herausgegeben von Fr. Prof. Jana Sochonia, Fronda, Warschau 2017 (polnisch).
- Teksty pieśni i piosenek w śpiewniku. Wielkopolska w naszych sercach (dt. Texte von Liedern im Liederbuch. Großpolen in unseren Herzen), AKO, Posen 2018 (polnisch).

## Auszeichnungen
- 1996 Titel Verdienstvoll für die Stadt Świdwin
- 1997 Stipendium im Stuttgarter Schriftstellerhaus
- 1999, 2005 und 2006 Teilnahme am Poesiewettbewerb Krosnice mit Für das menschliche Gesicht eines Mannes
- 2001 Auszeichnung des Marschalls von Großpolen (pl. Wielkopolska), 2001
- 2006 und 2007 Teilnahme am Poesiewettbewerb Posen 2006 und 2007 mit Näher am Unendlichen
- 2007 Preisträgerin von Zasluzony Kulturze Gloria Artis 2007 (Medaille des Ministeriums für Kultur und nationales Erbe Für Verdienste um die Kultur Gloria Artis), 2007
- 2011 Auszeichnung des Marschalls von Großpolen (pl. Wielkopolska) im Bereich Kultur 2011
- 2015 Preis der Woiwodschaft Wielkopolska Witold Celichowki 2015. Medaille von Witold Celichowski vom Gouverneur von Großpolen 2015 ausgezeichnet
- 2019 Teilnahme am Poesiewettbewerb Michal Kajka, Ogródek 2019